# تيتسياركستيراديل
تيتسياركستيراديل Tytsjerksteradiel بلدية تقع في الشمال الهولندي، بمقاطعة فرايزلاند.

## طوبوغرافيا
خريطة طوبوغرافية هولندية لبلدية تيتسياركستيراديل، يونيو 2015، (تقرأ بعد ثلاث نقرات على الخريطة).